# Lukáš Kaboň
Lukáš Kaboň (* 11. října 1990, Ostrava) je současný český fotograf.

## Životopis
Lukáš Kaboň se narodil v říjnu 1990 v Ostravě. Po studiu na obchodní akademii a následném studiu na Ostravské univerzitě, obor informační technologie, nastoupil v roce 2013 jako profesionální fotograf do ostravské redakce Moravskoslezského deníku (patří pod VLM), kde působí doposud. Věnuje se především reportážní a sportovní fotografii. Hned dvakrát zabodoval v soutěži Sportovní fotografie, kterou každoročně vyhlašuje Klub sportovních novinářů ČR, za rok 2019. Stal se vítězem kategorie Sport-Série (díky sérii snímků z mistrovství Evropy žen v softbalu). Za snímek z brankoviště pořízený během mistrovství světa v para hokeji získal cenu poroty – čestné uznání. Dlouhodobě také spolupracuje s mezinárodní zpravodajskou fotoagenturou Anadolu Agency, pro kterou pokrývá oblast České republiky.
V současné době publikuje fotografie jak v Čechách, tak i v zahraničních mediích: Anadolu, Le Temps, Newsweek, The New York Times, Guardian, Europa Sur, a další.

## Ocenění a výstavy
- První místo v Czech Press Photo 2020: Aktualita[5]
- Sportovní fotografie roku 2019: 1. místo Sport-Série[3]